# Марк Умбрий Прим (консул-суффект 186 года)
Марк Умбрий Прим (лат. Marcus Umbrius Primus) — римский политический деятель второй половины II века.
Прим происходил из луканского города Компса. В 186 году он занимал должность консула-суффекта. В 201 или 202 году Прим находился на посту проконсула провинции Африка. Как полагают историки, он был приёмным отцом консула 206 года Марка Нуммия Сенециона Альбина, хотя некоторые считают, что он был родным отцом.